# Bahnhof Tokoname
Der Bahnhof Tokoname (jap. 常滑駅, Tokoname-eki) ist ein Bahnhof auf der japanischen Insel Honshū. Er wird von der Bahngesellschaft Meitetsu (Nagoya Tetsudō) betrieben und befindet sich in der Präfektur Aichi auf dem Gebiet der Stadt Tokoname.

## Verbindungen
Tokoname ist die nominelle Endstation der von Jingū-mae her kommenden Meitetsu Tokoname-Linie, wobei die Strecke hier nahtlos in die daran anschließende Meitetsu-Flughafenlinie zum Flughafen Chūbu übergeht. Die Bahngesellschaft Meitetsu (Nagoya Tetsudō) betreibt beide Bahnstrecken zusammen als Einheit.
Tokoname wird von im Halbstundentakt verkehrenden Eilzügen der Zuggattungen Semi Express und Limited Express bedient, die den Flughafenbahnhof Chūbu mit Meitetsu Nagoya und darüber hinaus mit Shin-Kani bzw. Meitetsu Gifu verbinden. Ebenfalls alle 30 Minuten verkehren Lokalzüge mit Halt an allen Bahnhöfen zwischen Ōtagawa und Tokoname, wobei sie am frühen Morgen und am späten Abend vom und zum Flughafen fahren; zu den übrigen Tageszeiten muss im Lokalverkehr in Tokoname umgestiegen werden.
Vom Bahnhofsvorplatz aus verkehren drei städtische Buslinien.

## Anlage
Der Bahnhof steht im Osten des Stadtteils Koiehonmachi. In der Nähe befinden sich das Rathaus, eine Rennbahn für Kyōtei-Motorbootrennen und ein Themenrundgang, der sich mit der kulturhistorisch bedeutenden Tokoname-Keramik befasst. Die annähernd von Norden nach Süden ausgerichtete Anlage umfasst vier Gleise an zwei leicht gekrümmten und überdachten Mittelbahnsteigen auf einem Viadukt. Das Empfangsgebäude ist am südlichen Ende unter dem Viadukt angeordnet, daran angebaut ist ein Supermarkt der ebenfalls zur Meitetsu Group gehörenden Kette μPLAT. Mehrere Viaduktbögen in Bahnhofsnähe werden von verschiedenen Kleinunternehmen genutzt.
Im Fiskaljahr 2016 nutzten durchschnittlich 11.284 Fahrgäste täglich den Bahnhof.

## Gleise

Gleisplan

| 1/2 | ▉ Meitetsu-Flughafenlinie | Flughafen Chūbu                                                            |
| 3/4 | ▉ Meitetsu Tokoname-Linie | Ōtagawa • Jingū-mae • Meitetsu Nagoya • Meitetsu Gifu / Tsushima / Inuyama |

## Bilder

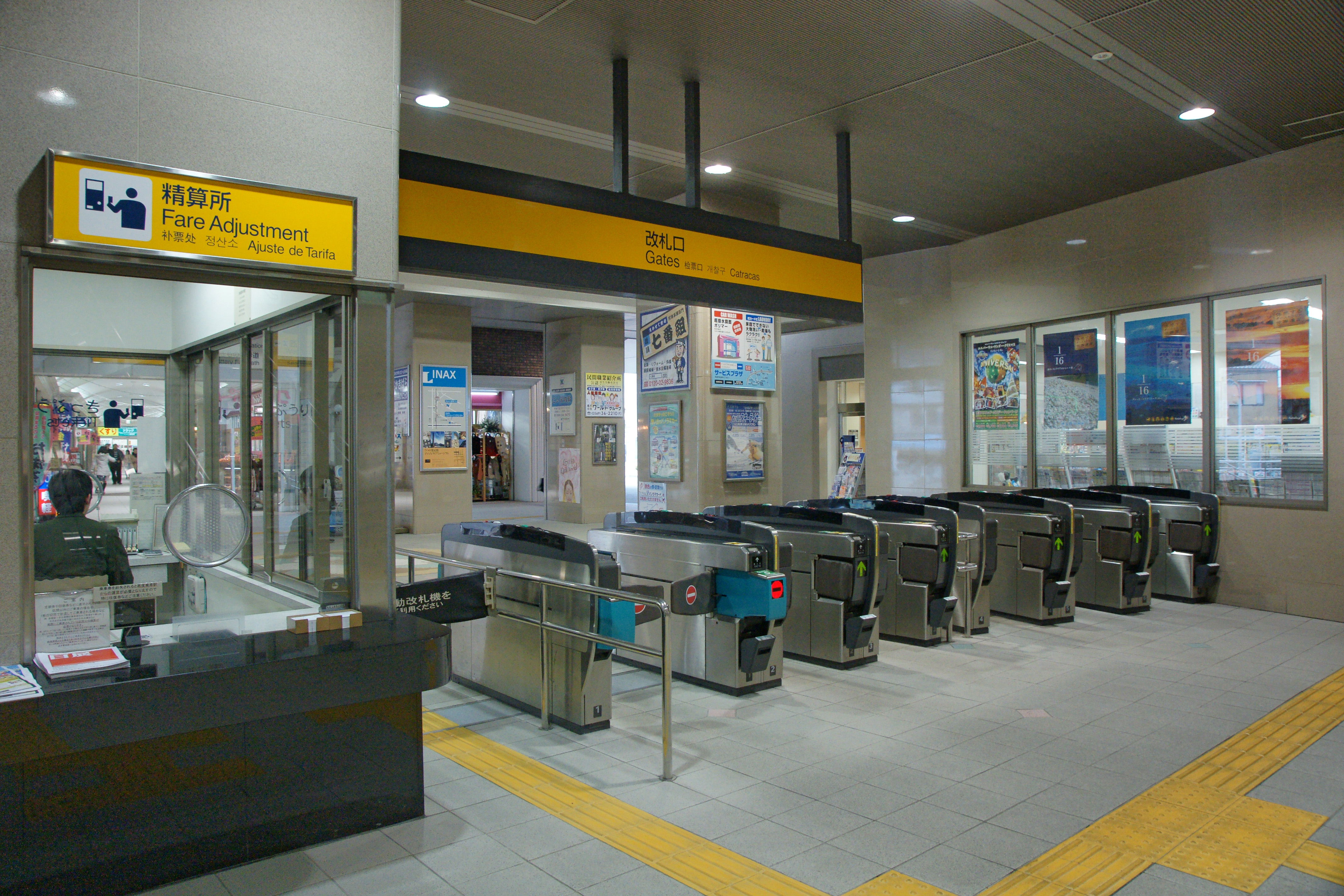
Bahnsteigsperren
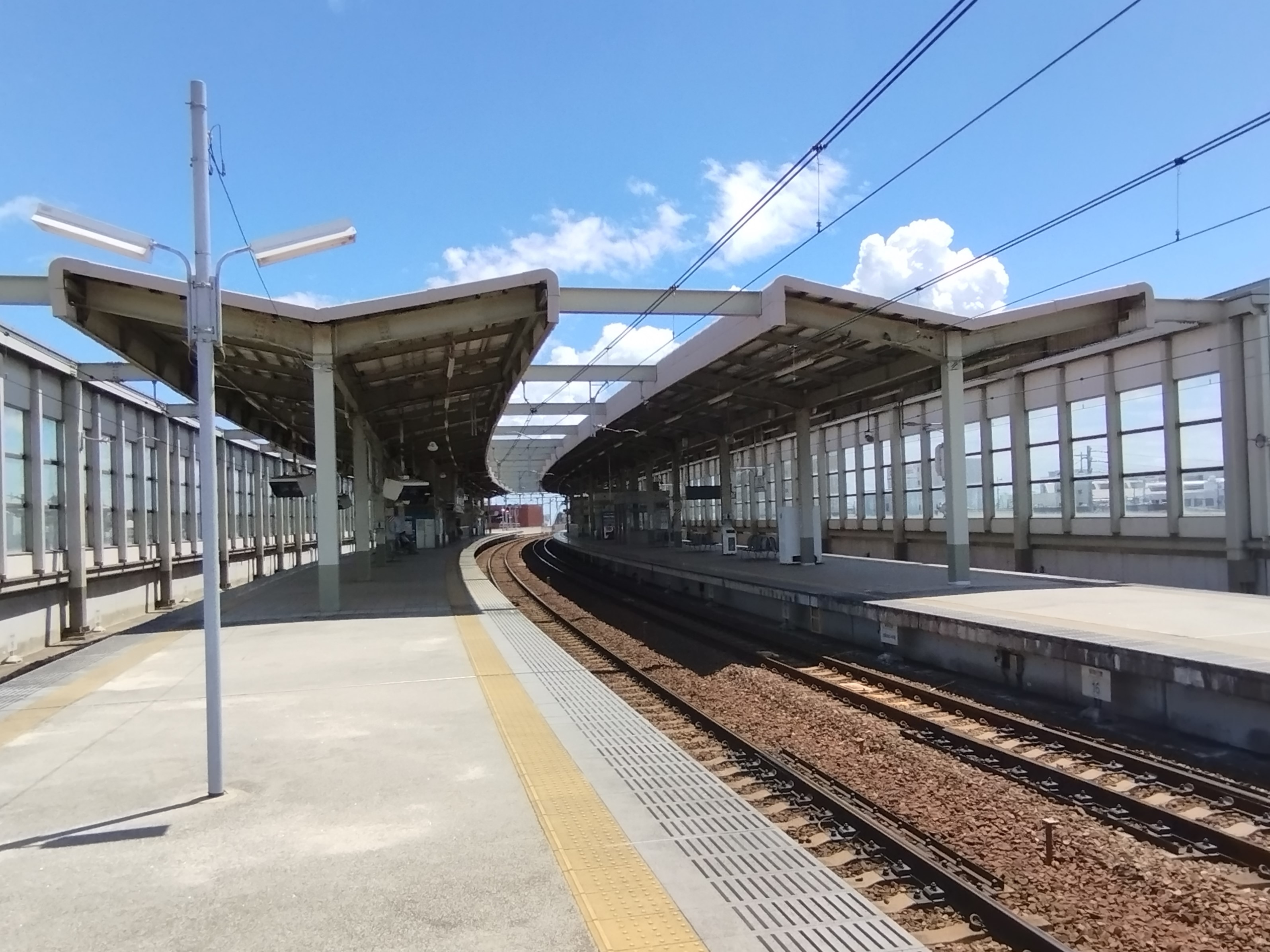
Blick auf die Bahnsteige
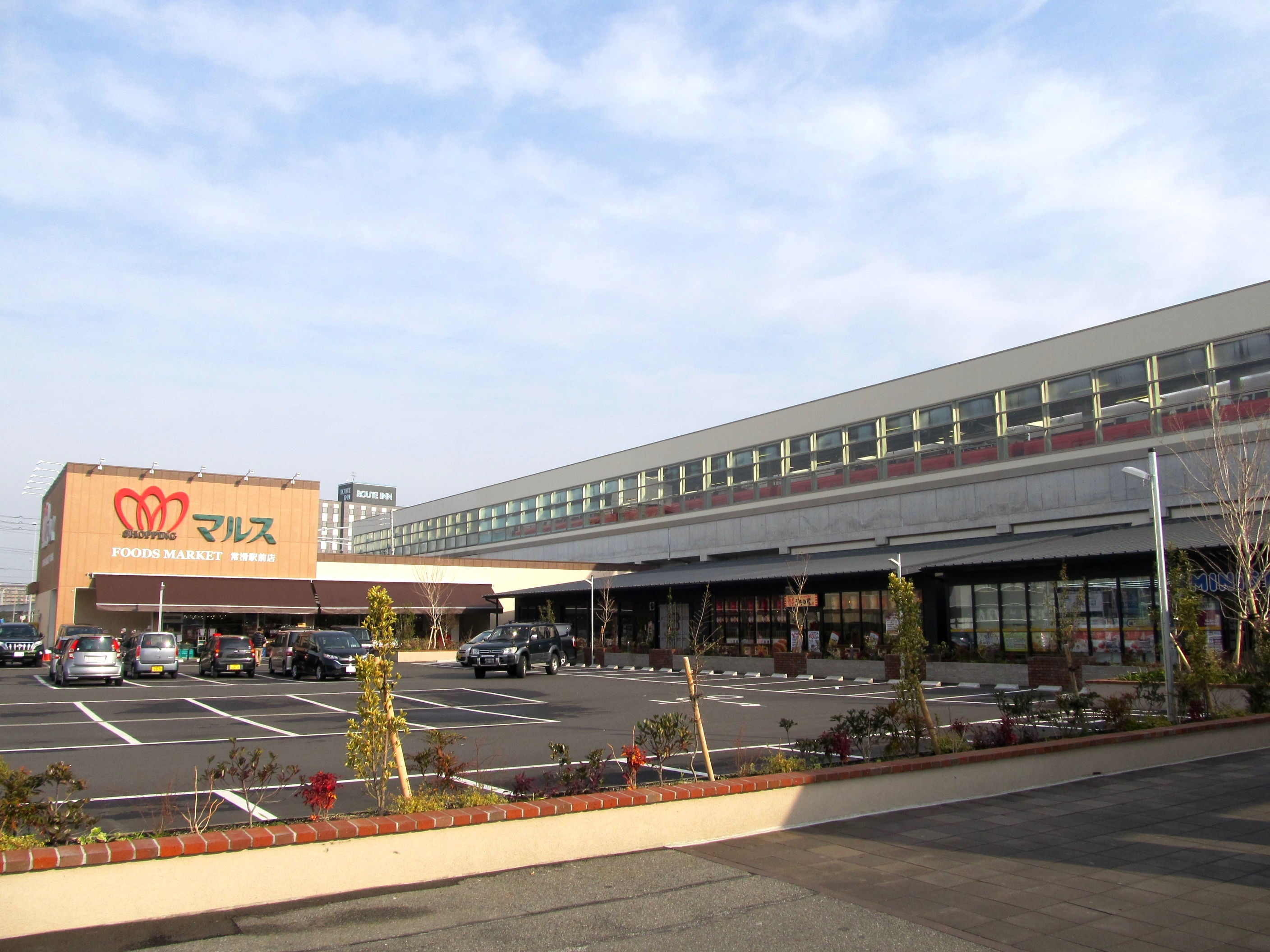
Supermarkt μPLAT und Empfangsgebäude
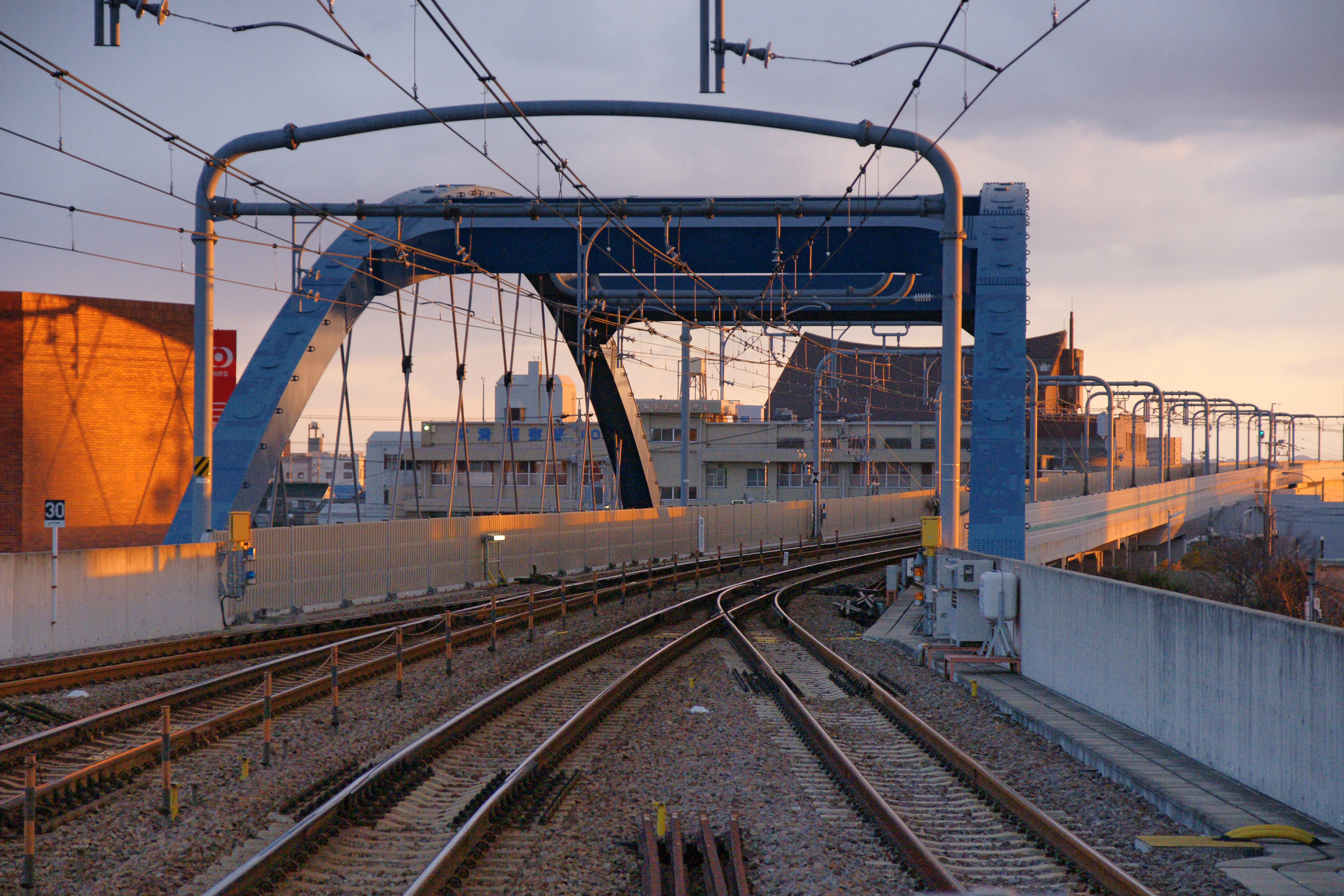
Viadukt in Richtung Flughafen
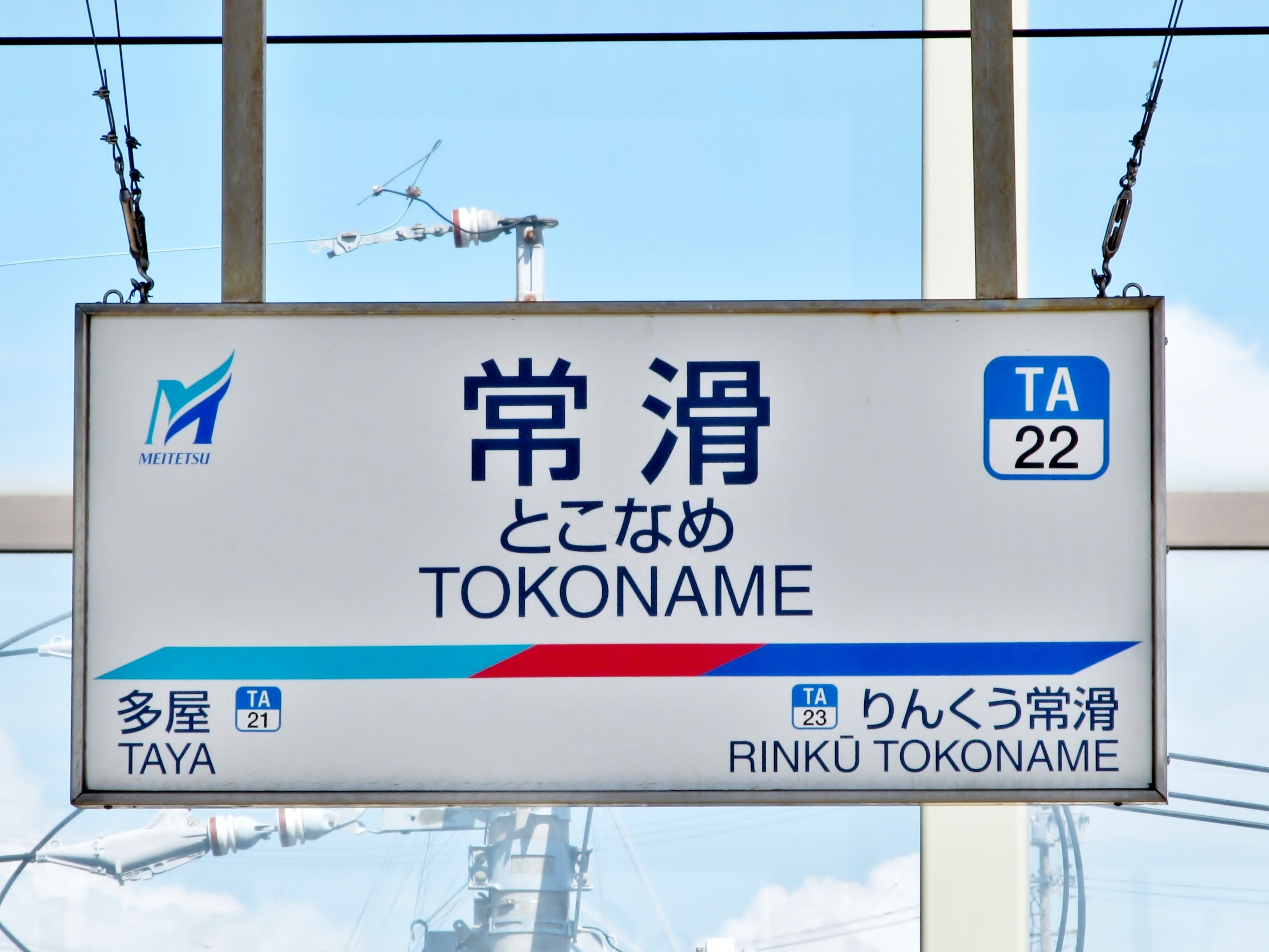
Bahnhofsschild

## Linien
| Verlauf der Meitetsu Tokoname-Linie / Meitetsu-Flughafenlinie |
| --- |
| Jingū-mae • Toyodahommachi • Dōtoku • Ōe • Daidōchō • Shibata • Nawa • Shūrakuen • Shin-Nittetsu-mae • Ōtagawa • Owari-Yokosuka • Teramoto • Asakura • Komi • Nagaura • Hinaga • Shin-Maiko • Ōnomachi • Nishinokuchi • Kabaike • Enokido • Taya • Tokoname • Rinkū Tokoname • Chūbu-kokusai-kūkō |

## Geschichte

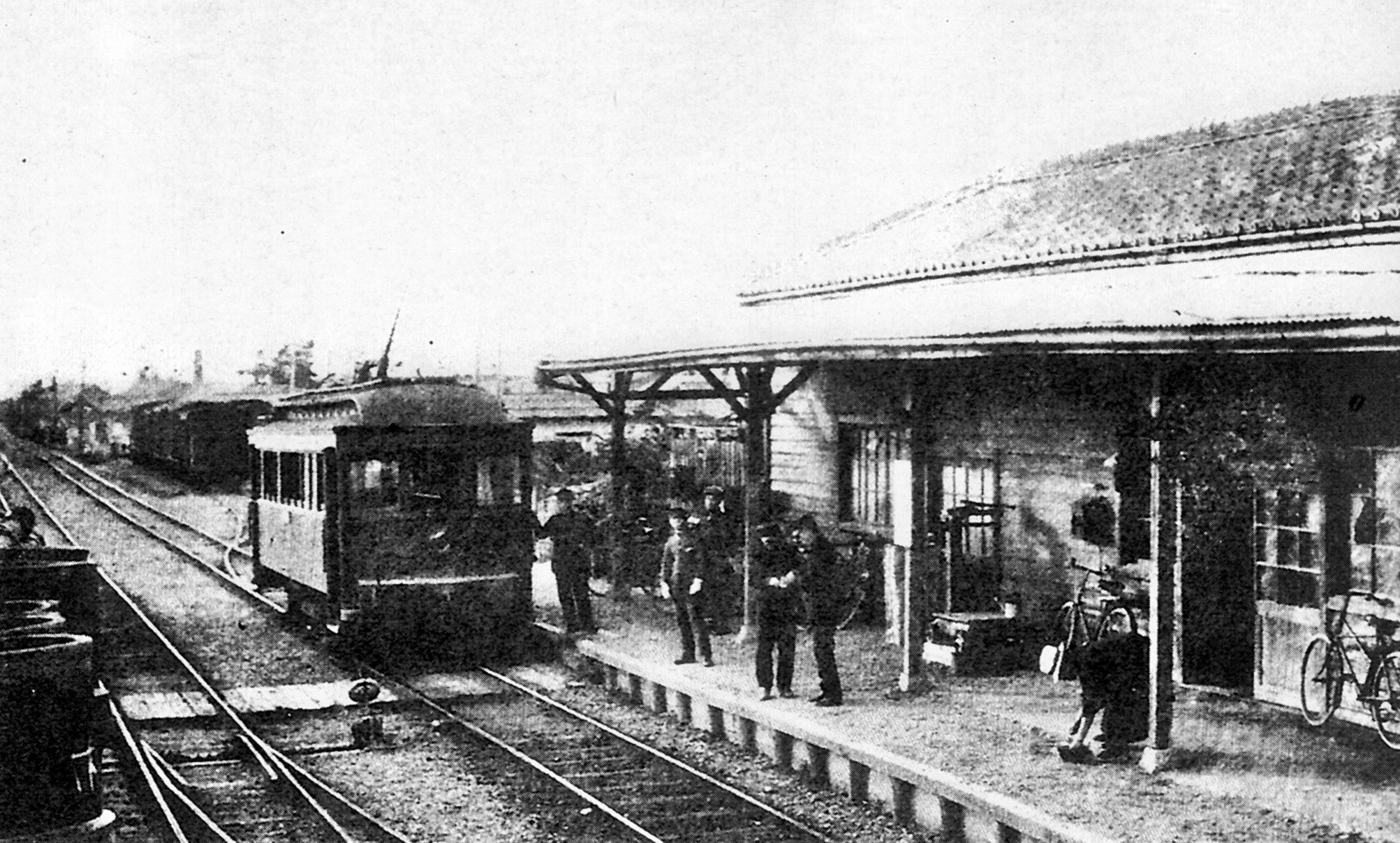
Bahnhof Tokoname ca. 1920

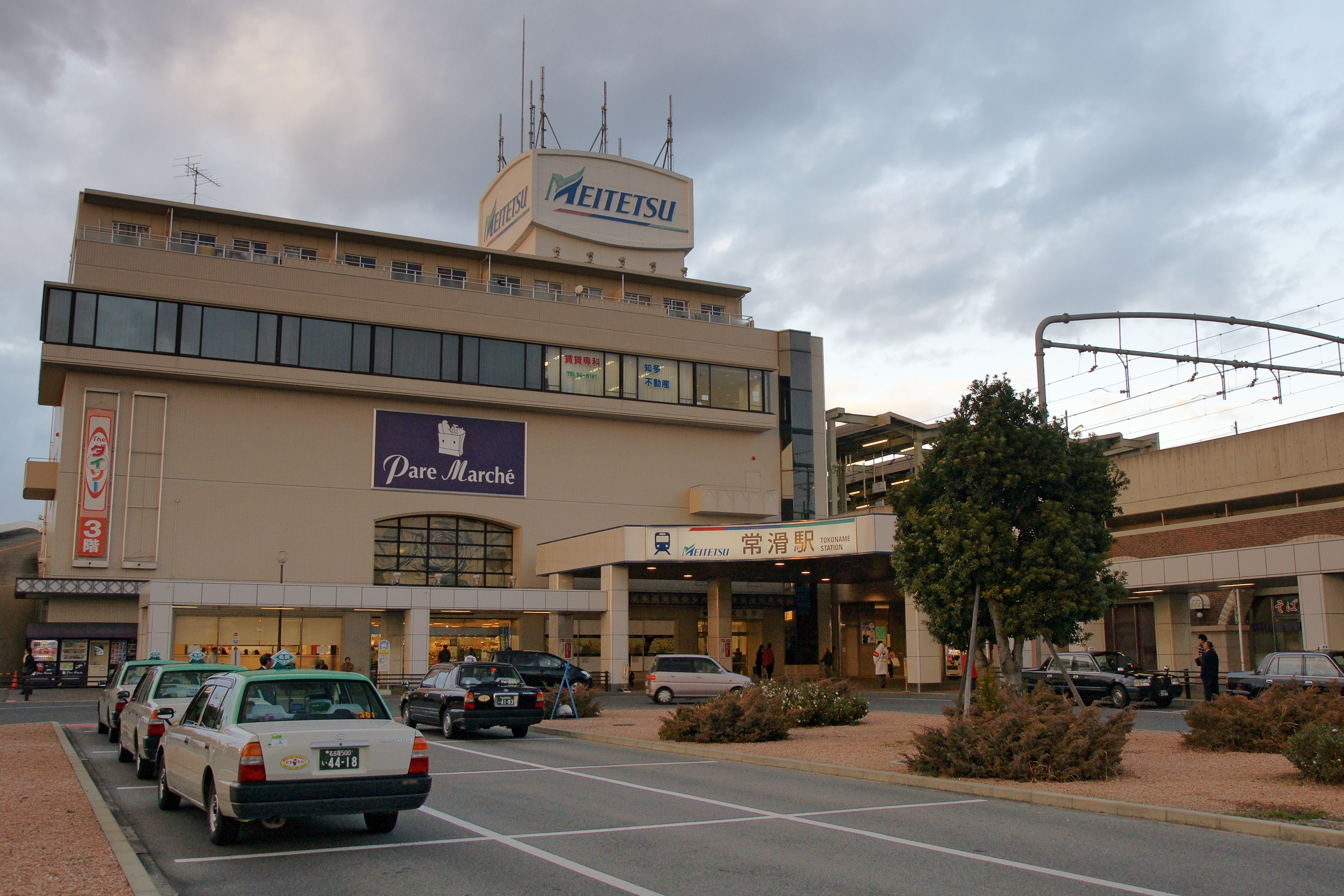
Ehemaliges Kaufhaus (2009)

Die Bahngesellschaft Aichi Denki Tetsudō (Aiden) nahm am 29. März 1913 den Streckenabschnitt der Tokoname-Linie südlich von Ōnomachi in Betrieb und eröffnete am selben Tag den Bahnhof Tokoname als südliche Endstation. Durch die Fusion der Aiden mit der Meigi Tetsudō ging der Bahnhof am 1. April 1935 an die neu gebildete Meitetsu über. Er verfügte damals über ausgedehnte Anlagen für den Güterverkehr, die vor allem dem Verladen von Keramikwaren dienten. 1981 wurde der Güterverkehr jedoch eingestellt. Andererseits konnte der Personenbahnhof, der zunehmend an seine Kapazitätsgrenze gestoßen war, erweitert werden. So kam am 21. Dezember 1982 zum bestehenden Mittelbahnsteig ein Seitenbahnsteig hinzu. Am 27. März 1987 stellte die Meitetsu ein neues Empfangsgebäude fertig. Das sechsgeschossige Bauwerk umfasste neben den betrieblichen Anlagen und Räumen auch mehrere Restaurants und eine Filiale der konzerneigenen Kaufhauskette Palais Marché.
Nachdem feststand, dass der internationale Flughafen Chūbu vor der Küste auf einer künstlichen Insel in der Ise-Bucht entstehen würde, erwies sich die ebenerdige Lage des Bahnhofs Tokoname als ungeeignet, um die geplante Meitetsu-Flughafenlinie anzubinden. Stattdessen sollten die neue Strecke und auch der südlichste Abschnitt der Tokoname-Linie auf einem Viadukt verlegt werden. Am 26. April 2002 stellte die Meitetsu deshalb den Bahnbetrieb südlich von Enokido ein und führte einen Schienenersatzverkehr ein. Daraufhin wurde die östliche Hälfte des überdimensionierten Empfangsgebäudes abgerissen. Am 4. Oktober 2003 nahm die Meitetsu den Bahnbetrieb auf dem neuen Viadukt auf. Am 29. Januar 2005 erfolgte die Eröffnung der Flughafenlinie. Im Oktober 2016 ließ die Bahngesellschaft den verbliebenen Teil des Empfangsgebäudes der 1980er Jahre abreißen; auf der freigewordenen Fläche entstand daraufhin ein deutlich kleinerer μPLAT-Supermarkt, der zwei Jahre später seine Tore öffnete.